# Hornfisk
 Denne artikel bør gennemlæses af en person med fagkendskab for at sikre den faglige korrekthed.

Hornfisk (Belone belone), hornfisk lever i salt- og brakvand i det østlige Atlanterhav, Middelhavet og Østersøen. Den er en typisk overfladefisk og har et trækmønster, der ligner makrellens.

## Beskrivelse
Hornfisken findes overalt i de danske farvande. Den måler typisk 50-70 centimeter, men kan i sjældne tilfælde blive helt op til cirka 1,2 meter og vejer da 2 kilo. Dens maksimale levealder er 18 år. Hornfisken har hverken mindstemål eller fredningstid.
Hornfisken gyder første gang i en alder af to år. Gydningen foregår i maj til juni måned, hvor den trækker ind på lavt vand. Dens føde består primært af krebsdyr, men den jager også småfisk som sild, brisling og tobis. Hornfiskens største fjender er marsvin, større fisk og fugle.
Den er sølvfarvet og har næblignende forlængede kæber med spidse tænder. Hornfisk har ligesom ålekvabben, grønne ben, hvilket skyldes tilstedeværelse af farvestoffet biliverdin (ældre oplysninger om, at farven skulle skyldes vivianit, er fejlagtige, men gentages stadig, i eksempelvis Våra fiskar fra 2006). Efter alt at dømme har den grønne farve ingen praktisk funktion. Ifølge DR's naturprogram Vildt Naturligt, 4. juni 2020, skulle farven have funktion for fiskeyngelen, som - på nær ben og indvolde - er transparente. Det grønne farve i skelettet virker som camouflage i levestedet som er rigt på grøn tang.
Hornfisken er populær blandt lystfiskere, som hvert år strømmer til kysterne for at fange hornfisk. De første hornfisk fanges typisk i midten af april. Fiskeriet ebber gerne ud i slutningen af maj. Hornfisk fanges på blink, flue, silkekrog eller bobleflåd med sildestykker..

## Galleri
- Hornfisk svømmer gerne i stimer.
- Hornfisk.